# Cerkiew Zaśnięcia Najświętszej Bogurodzicy w Brzostowicy Wielkiej
Cerkiew Zaśnięcia Najświętszej Bogurodzicy (znana także pod wezwaniem św. Mikołaja) – prawosławna cerkiew parafialna w Brzostowicy Wielkiej. Należy do dekanatu brzostowickiego eparchii grodzieńskiej i wołkowyskiej Egzarchatu Białoruskiego Patriarchatu Moskiewskiego.

## Historia
Świątynia została zaprojektowana w 1858 przez architekta Fardona. Murowaną cerkiew wzniesiono w latach 1860–1868 na miejscu zniszczonej, drewnianej, dawnej cerkwi. W 1882 zbudowano dzwonnicę.
Cerkiew została zamknięta w latach 60. XX w. (w budynku mieściły się m.in. magazyny i warsztaty). Odzyskana przez wiernych w 1989 i ponownie poświęcona 25 lutego 1990.

## Architektura

### Wygląd zewnętrzny
Cerkiew została zbudowana w stylu bizantyjsko-rosyjskim na planie krzyża greckiego. Świątynia posiada jedną kopułę (osadzoną na bębnie) zwieńczoną złoconym, podobnie jak kopuła, krzyżem słowiańskim. Ściany i dzwonnica są koloru kremowego z białymi kamiennymi wzorami popularnymi w cerkwiach tych ziem.

### Wnętrze
W środku znajduje się ikonostas oraz kioty i dywany typowe dla wyposażenia cerkwi. Ściany zdobią polichromie przedstawiające świętych i wydarzenia biblijne.